# Fairway (Kansas)
Fairway és una població dels Estats Units a l'estat de Kansas. Segons el cens del 2000 tenia 3.952 habitants.

## Demografia
Segons el cens del 2000, Fairway tenia 3.952 habitants, 1.781 habitatges, i 1.102 famílies. La densitat de població era de 1.338,5 habitants/km².
Dels 1.781 habitatges en un 26,9% hi vivien nens de menys de 18 anys, en un 53,8% hi vivien parelles casades, en un 6,9% dones solteres, i en un 38,1% no eren unitats familiars. En el 31,4% dels habitatges hi vivien persones soles el 10,6% de les quals corresponia a persones de 65 anys o més que vivien soles. El nombre mitjà de persones vivint en cada habitatge era de 2,21 i el nombre mitjà de persones que vivien en cada família era de 2,81.
Per edats la població es repartia de la següent manera: un 21,9% tenia menys de 18 anys, un 3,9% entre 18 i 24, un 32,7% entre 25 i 44, un 26,1% de 45 a 60 i un 15,5% 65 anys o més.
L'edat mediana era de 40 anys. Per cada 100 dones de 18 o més anys hi havia 84,2 homes.
La renda mediana per habitatge era de 68.125 $ i la renda mediana per família de 97.163 $. Els homes tenien una renda mediana de 72.350 $ mentre que les dones 37.538 $. La renda per capita de la població era de 45.456 $. Entorn del 0,5% de les famílies i l'1,3% de la població estaven per davall del llindar de pobresa.

## Poblacions més properes
El següent diagrama mostra les poblacions més properes.